# Alfa Romeo 8C
Alfa Romeo 8C je ime za serijo tako avtomobilov kot dirkalnikov Alfa Romeo izdelanih v tridesetih letih 20. stoletja. 

## Bimotore 1935
Luigi Bazzi je za enakovredno borbo z Mercedes Benzom in Auto Unionom oblikoval dirkalnik, ki je imel dva 3.2L motorja, enega spredaj in drugega zadaj, delovna prostornina je bila tako 6.3L, motorja pa sta proizvajala moč 540 KM. Toda ker je imel dirkalnik previsoko porabo goriva in je preveč obrabljal pnevmatike, se ni izkazal za konkurenčnega predvsem takrat dominantnemu Mercedes-Benzu W25 Rudolfa Caracciole. Namreč višja hitrost, ki je bila z dvema motorjema pridobljena, ni odtehtala večjega števila postankov za gorivo in nove pnevmatike. Nuvolari in Chiron sta na dirki za Veliko nagrado Tripolija v sezoni 1935 zasedla četrto in peto mesto, na dirki Avusrennen pa je bil Chiron drugi. 16. junija 1935 je Nuvolari s posebej pripravljenim dirkalnikom na avtocesti med Firencami in Livornom postavil nov hitrostni rekord 364 km/h, povprečna hitrost je bila kar 323 km/h, nato pa ga je zamenjal dirkalnik Tipo C.

## Alfa Romeo Monoposto 8c 35 Tipo C 1935
Scuderia Ferrari je v le petih mesecih zgradila dirkalnik Alfa Romeo Monoposto 8c 35 Tipo C. Motor je imel delavno prostornino 3.8L in je lahko proizvajal moč 330 KM pri 320 rpm, od 900 rpm do 5500 rpm pa je imel 434 Nm navora. Dirkalnik je imel bobnaste zavore, uporabljali pa so Pirellijeve pnevmatike. Mercedes Benz in Auto Union uspešnejša na hitrejših dirkališčih, dirkalnik Tipo C pa je imel več možnosti na bolj zavitih dirkališčih. V sezoni 1936 se dirkalniki v kombinaciji z motorji V12 niso obnesli, zato so pri Alfi Romeo že začeli načrtovati nov dirkalnik Alfa Romeo Tipo 308.